# Lucila Gamero de Medina
Lucila Gamero Moncada (Danlí, Honduras, 12 de junio de 1873-San Pedro Sula, Honduras, 23 de enero de 1964) fue una de las primeras mujeres escritoras hondureñas que alcanzaron a producir una obra literaria, sólida y vanguardista, para la sociedad y las mujeres de su tiempo, en el género de novela.
El crítico y escritor Luis Mariñas Otero la llamó «la gran dama de las letras hondureñas».
Perteneció a diversas asociaciones culturales tanto en Honduras como en otros países. La Universidad Nacional Autónoma de Honduras (UNAH) le otorgó, por suficiencia, el título de médico.

## Biografía

### Primeros años
Lucila Gamero nació en la oriental ciudad de Danlí, en el departamento de El Paraíso, en la república de Honduras, el 12 de junio de 1873. Su padre era el doctor Manuel de Adalid Gamero Idiáquez y su madre Camila Moncada Lazo; su hermano mayor fue Manuel de Adalid Gamero Moncada (diferencia de un año).
Era una familia que, sin ser rica precisamente, pertenecía a la clase alta. “Tenían la idea de ser descendientes de españoles”, dice el escritor hondureño Juan Ramón Martínez. Es por ello que Lucila se comporta con la dignidad y prestigio que su familia pretendía tener. En 1898 se casó con Gilberto Medina, que había sido juez en Danlí. Tuvo una hija y un hijo que le dieron nietos. 
Fue educada como doctora y farmacéutica, y a pesar de que se le prohibió estudiar en la Universidad en Guatemala, realizó sus estudios en Honduras, donde obtuvo su diploma como Médica y Cirujana en 1924, en la Universidad Nacional Autónoma de Honduras, por parte del Doctor Manuel G. Zúñiga, entonces decano de la Facultad de Ciencias Médicas. En 1924 fue la directora del hospital de Danlí y sirvió como consultora de salud, también en Danlí.

### Primeras novelas
No se sabe de cuál de sus dos padres hereda su vena literaria, pero sí que desde joven se dedica a escribir. Su primera novela fue Amalia Montiel, 1895, que publica por capítulos en el semanal ¨El Pensamiento¨, que dirigía en Tegucigalpa, Froylán Turcios, el primer medio literario en dar espacio a las mujeres.
Lucila mantenía correspondencia con Turcios y con una hermana de este, Rafaela, a quien parecía unir una gran amistad. Gamero también tuvo el honor de publicar la primera novela del país, Adriana y Margarita, 1897, de un total de siete novelas y un libro de cuentos.

### Feminismo
Lucila Gamero De Medina, conocida no solo como la primera escritora de Honduras, sino también considerada como promotora del feminismo en el país, le dan el título de ser uno de los aplaudidos casos de intervención femenina en los campos de la literatura post romántica, muy en boga en el siglo XIX y también en el siglo XX.
Su visión feminista y avanzada la convirtieron en una mujer incomprendida, y también tuvo que lidiar con la insatisfacción de su género. Ella quería ir a estudiar a Guatemala junto a su hermano, pues tenía vocación de doctora, pero tuvo que conformarse con ejercer empíricamente lo que leía en los libros.
El 2 de febrero de 1946, junto a un grupo de sufragistas, organizaron la sociedad femenina panamericana y el 5 de marzo de 1947 organizaron el comité femenino hondureño, afiliado a la Comisión Interamericana de Mujeres, con el objetivo de obtener derechos políticos para las mujeres y luchó por el derecho de las mujeres al voto o sufragio, hecho que pudo ver materializado en 1957.
Además, publicó la revista Mujer Americana, el tercer diario feminista del país, después del diario Navasde Atlántida y el diario Atenea, de Cristina Hernández de Gómez, impreso en el Progreso desde 1944.

## Carrera profesional
Gamero montaba a caballo, dirigía una hacienda y era dueña de una farmacia; por ello, fue tildada de ruda e inmoral. [cita requerida]

### Blanca Olmedo
La novela Blanca Olmedo es una de las más conocidas en Honduras, se le reconoce no por su mérito literario, sino por lo que tiene de crítica social. Blanca Olmedo, una novela romántica escrita a principios del siglo XX, resulta ya anacrónica para su época, porque el período cultural del romanticismo ya se consideraba superado para ese tiempo. 
En Blanca Olmedo los protagonistas gozan de una exquisita educación que les permite usar siempre un lenguaje refinado. En las tertulias a las que asisten estos personajes se ejecutan piezas musicales famosas en Europa. El lugar de la acción aparece como una ciudad indeterminada en algún país del continente americano. Es hasta la última página del libro que nos damos cuenta que la acción se desarrolla en la ciudad de Danlí, Honduras, de donde también es originaria la autora, Lucila Gamero de Medina. 
Su abundante producción literaria ocupa el período tardío del romanticismo de la novela hispanoamericana; el amor y la familia, son los grandes temas que ocupan la mayor parte de sus argumentos narrativos. Su novela más divulgada es Blanca Olmedo.
Es la primera de las novelas hondureñas que realmente merecen ese nombre. A más de un siglo de haber sido escrita, gracias a la acertada distribución de los elementos narrativos, la pulcritud del estilo y a señalamientos ideológicos que rompen el mortal silencio respecto de cuestiones de conciencia, la obra posee vitalidad en los mensajes que se formulan en confrontación directa con la realidad.

## Fallecimiento
Falleció el 23 de enero de 1964 en San Pedro Sula. Está sepultada en un cementerio privado de la ciudad de Danlí, El Paraíso, Honduras.

### Novelas publicadas
Lucila Gamero de Medina escribió, entre otras, las siguientes novelas:
- Amelia Montiel (1892)
- Adriana y Margarita (1893)
- Páginas del corazón (1897)
- Blanca Olmedo (1908)
- Betina (1941)
- Aída, novela regional (1948)
- Amor exótico (1954)
- La secretaria (1954)
- Odio (1954)
- El dolor de amar (1955)